# Flugplatz Grube

i7
i11
i13
Der Flugplatz Grube (ICAO-Code: EDHB) ist ein Sonderlandeplatz in Grube im Kreis Ostholstein. Der Platz liegt in unmittelbarer Nähe der Ostseeküste. Er ist für Segelflugzeuge, Motorsegler, Ultraleichtflugzeuge und Motorflugzeuge mit einem Höchstabfluggewicht von bis zu zwei Tonnen zugelassen. Neben dem Luftsportclub Condor, der den Platz betreibt, ist dort auch die Ostseeflugschule ansässig.

## Tag der offenen Tür
Der Luftsportclub Condor veranstaltet in regelmäßigen Abständen einen Tag der offenen Tür. Neben einem Blick hinter die Kulissen finden Segel- und Motorflugvorführungen sowie Schnupperflüge statt.